# モバHO!
モバHO!（モバホ!）とは、2000年代に日本で放送されていた、放送衛星MBSatを利用した移動体向けマルチメディア放送（2.6GHz帯衛星デジタル音声放送）の愛称である。正式名称及び運営会社名は「モバイル放送」。

## 概要
モバHO!は、専用の携帯端末を用いることで、日本全国で有料の衛星放送を視聴することができるというシステムで、スカパー!やケーブルテレビで放送されている人気チャンネルを8チャンネル、音声番組を40チャンネル、そしてデータ放送を配信していた。
2004年10月20日にサービスを開始し、サービス開始3年後の2007年に会員数を最低でも150万、目標は200万としており、海外進出の展望もあったが、2006年にサービスが開始されたワンセグと競合。ワンセグはカーナビや携帯電話に搭載されたことで普及したが、一方のモバHO!は2008年時点で会員数は約10万と伸び悩み、赤字を改善できず事業継続を断念した。
2009年3月31日15時（JST）に約4年半にわたったサービスを終了した。

## 運営会社
モバHO!は東芝を筆頭株主とし、88社が出資するモバイル放送株式会社により運営された。2007年に東芝の子会社となった。

## システム概要
従来の衛星放送は家屋などに固定したアンテナで受信する、固定受信局向けの放送である。放送衛星は高度約36,000kmの静止軌道から、12GHz帯（Kuバンド）を用いて100〜200W程度の送信出力で放送する。
従来のシステムでは、この放送波を受信するためはパラボラアンテナのような高利得アンテナを用いる必要がある。こうした高利得アンテナは指向性が鋭いため正確に衛星に向ける必要があり、自動車などの車両に取り付けたアンテナでは受信が困難である。衛星が見通せないトンネル内や地下、高架下では受信ができなかった。
モバHO!のシステムでは放送周波数に2.6GHz帯（Sバンド）を用いる。周波数が1/2になると空間の伝播損失は1/4になり、他の要因とあわせ従来の衛星放送に比べ約1/13のロスで済む。また、衛星側のアンテナとして12m径の高利得アンテナを用いることで実効輻射電力を増加させている。このため受信機のアンテナを小型の無指向性の物にすることができ、受信機を携帯端末サイズにまで小型化することが可能であった。なお携帯端末にはパッチアンテナ（マイクロストリップアンテナ）を採用した。
放送方式は、ITU-R勧告 BS.1547 "Terrestrial component of systems for hybrid satellite-terrestrial digital sound broadcasting to vehicular, portable and fixed receivers in the frequency range 1 400-2 700 MHz"のSystem Eを使用している。
大都市圏向け（札幌・東京・名古屋・大阪・福岡など）のサービスであるが、衛星が見えないトンネル内やビルの谷間ではギャップフィラーを用いて受信可能にする。これは衛星を見通せる場所に設置したアンテナで受信した信号を、衛星からの電波の届かない場所に再送信する中継局である。ギャップフィラーには、S帯の電波を再送信する形式と衛星から通信として送られてくるKu帯のTDMの電波をS帯のDS-CDMに変換して再送信する形式があった。
しかしギャップフィラーの設置されていない日本国内（特に地方）の大半の地域での衛星が見えないトンネル内やビルの谷間での受信環境が良くなく、特に地方のモバイル放送の受信契約者からはギャップフィラーの設置や増設が待たれていた。
モバイル放送の契約者増を図る為には、受信契約者に対する充実した対策やパラボラアンテナのような高利得アンテナを用いない簡便さをアピールするためのコンテンツの充実が望まれた。
放送方式は、日本国内では唯一の直接拡散符号分割多重方式（DS-CDM）を採用している。国際的にITU-R Rec. BO. 1130-4 Digital System Eとして採択されていた。

## コールサイン
MBSATのモバHO!放送システムに対して、コールサインJO900-SB-DSが総務省関東総合通信局より付与された。
なお、他の日本国内の衛星放送は2007年11月までにチャンネル運営を行う社団とその委託を受けて中継を行う衛星運営企業との上下分離を完了しており、チャンネル運営と衛星運営を兼ねる放送事業者はモバイル放送が唯一となった。

## 受信機器
放送を受信する機器は、携帯型・車載型・PCカード型の3種類が提供された。AVケーブルを接続して普通のテレビでも視聴する事が可能。
当初、携帯型受信機は東芝とシャープがそれぞれ発売した。このうち、東芝製の「モバビジョン」は2006年2月に「リチウムイオンバッテリーパックが膨らみ、バッテリーケースの蓋が閉まらない」というトラブルが起きることが判明したが、その後改善した。この東芝・シャープの製品は生産完了により終息し、モバイル放送社自身がカーキットと呼ばれる車載用、またホームキットという屋内受信用のセットを販売していた。
2006年には携帯電話内蔵型（DoCoMo『MUSIC PORTER X』三菱電機製）やカーナビ内蔵型（トヨタ純正ディーラーオプション）も登場したが携帯電話内蔵型は後に続く機種がなく、事実上MUSIC PORTER Xのみで生産終了した。
2007年6月にはワンセグ放送の視聴も可能な携帯型受信機（アップグレードによりモバイル放送だけでなくワンセグ放送の録画も可能）を新たに販売開始した。
このほかアイリバーの開発した受信機「U:MO」（ユーモ）を、USENが「モバイルUSENクラブ」という会員制サービスでレンタル提供していた。なお、同クラブは2008年2月末日をもって新規入会受付を終了した。U:MOはB20という型式に変更されアイリバーが販売を継続した。

## 放送品質
- 映像 320×240ドット、最大384kbps[4]
- 音声 AACフォーマット、最大144kbps[4]

### 画質改善（動画圧縮方式の変更）
2005年10月から11月にかけて映像チャンネルの圧縮方式をMPEG-4からH.264に段階的に移行し、11月28日からは全ての番組をH.264で送信されるようになった。それに伴い10月から11月にかけて、受信機器では衛星ダウンロードによるソフトウェアの自動あるいは手動更新を行う必要があった。また、PCカード型受信機ではインターネットからのダウンロードで対応した。

## サービス
2009年3月時点で、モバHO!で提供していたサービスは以下の通り。一部を除いて有料放送である。
なおモバイル放送に与えられている免許は音声放送（超短波放送）であるため、映像放送については簡易動画付という位置づけであった。

### 映像放送
| チャンネル | 放送局             | 要素 | 放送日 | 放送終了日 |
| ---------- | ------------------ | --- | ------ | ---------- |
| 001ch      | チャンネルONE      | MONDO21や釣りビジョンなどスカパー!の娯楽系チャンネルを軸に編成                                                                  | 毎日   | 2009年3月  |
| 011ch      | モバイル.n         | NHKニュースや、ディスカバリーチャンネルなどの一部番組を軸に編成 ※NHKニュース番組は、首都圏のローカルニュースも含め放送した      | 毎日   | 2008年9月  |
| 012ch      | CNNj               | スカパー!と同時放送 ※スカパー!向けのものを流用しているため、モバHO!で見ることのできないチャンネル・番組のCMが流れることがあった | 毎日   | 2007年3月  |
| 014ch      | 日テレNEWS24       | スカパー!と同時放送 ※スカパー!向けのものを流用しているため、モバHO!で見ることのできないチャンネル・番組のCMが流れることがあった | 毎日   | 2009年3月  |
| 015ch      | 日経CNBC           | スカパー!と同時放送 ※スカパー!向けのものを流用しているため、モバHO!で見ることのできないチャンネル・番組のCMが流れることがあった | 毎日   | 2007年3月  |
| 033ch      | TBSチャンネル      | スカパー!と同時放送 ※スカパー!向けのものを流用しているため、モバHO!で見ることのできないチャンネル・番組のCMが流れることがあった | 毎日   | 2009年3月  |
| 034ch      | アニマックス       | スカパー!と同時放送 ※スカパー!向けのものを流用しているため、モバHO!で見ることのできないチャンネル・番組のCMが流れることがあった | 毎日   | 2009年3月  |
| 035ch      | MTV                | スカパー!と同時放送 ※スカパー!向けのものを流用しているため、モバHO!で見ることのできないチャンネル・番組のCMが流れることがあった | 毎日   | 2009年3月  |
| 036ch      | Music Japan TV     | スカパー!と同時放送 ※スカパー!向けのものを流用しているため、モバHO!で見ることのできないチャンネル・番組のCMが流れることがあった | 平日   | 2009年3月  |
| 081ch      | グリーンチャンネル | EAST、競馬開催日のみ。平日開催の際はチャンネルONEにて放送した                                                                   | 土日   | 2009年3月  |

### 音声放送
有線ラジオ放送『USEN440』の同名のチャンネルを、同時放送。
| チャンネル | 放送局                        | ジャンル           | 放送日 | 放送時間  | 曲名表示   | 放送終了日 |
| ---------- | ----------------------------- | ------------------ | ------ | --------- | ---------- | ---------- |
| 401ch      | モバHO!401                    | プロモーション     | 毎日   |           | あり       | 2009年3月  |
| 403ch      | HMV Japan-COUNTDOWN           | 邦楽ヒットチャート | 毎日   | 2008年9月 | あり       |            |
| 404ch      | oricon                        | 邦楽ヒットチャート | 毎日   | 2008年9月 | あり       |            |
| 405ch      | J-POP チャート                | 邦楽ヒットチャート | 毎日   | 2009年3月 | あり       |            |
| 406ch      | J-POP 2000                    | 邦楽年代別         | 毎日   | 2009年3月 | あり       |            |
| 407ch      | J-POP 90's                    | 邦楽年代別         | 毎日   | 2009年3月 | あり       |            |
| 408ch      | J-POP 80's                    | 邦楽年代別         | 毎日   | 2009年3月 | あり       |            |
| 409ch      | J-POP 70's                    | 邦楽年代別         | 毎日   | 2009年3月 | あり       |            |
| 413ch      | oricon-Artist Special         | 邦楽ジャンル別     | 毎日   | 2008年9月 | あり       |            |
| 414ch      | J-STREET                      | 邦楽ジャンル別     | 毎日   | 2008年9月 | あり       |            |
| 415ch      | フォーク大全集                | 邦楽ジャンル別     | 毎日   | 2009年3月 | あり       |            |
| 416ch      | 演歌                          | 邦楽ジャンル別     | 毎日   | 2009年3月 | あり       |            |
| 417ch      | グループサウンズ              | 邦楽ジャンル別     | 平日   | 2009年3月 | あり       |            |
| 431ch      | Billboard Station             | 洋楽ヒットチャート | 毎日   | 2008年9月 | あり       |            |
| 433ch      | Billboard 90's                | 洋楽年代別         | 毎日   | 2008年9月 | あり       |            |
| 434ch      | Billboard 80's                | 洋楽年代別         | 毎日   | 2008年9月 | あり       |            |
| 435ch      | Billboard 70's                | 洋楽年代別         | 毎日   | 2008年9月 | あり       |            |
| 436ch      | Billboard 60's                | 洋楽年代別         | 毎日   | 2008年9月 | あり       |            |
| 443ch      | Billboard Ballads             | 洋楽年代別         | 毎日   | 2008年9月 | あり       |            |
| 446ch      | THE ROCK by レッドシューズ    | 洋楽ジャンル別     | 毎日   | 2008年9月 | あり       | 0:00〜6:00 |
| 447ch      | rockin'on                     | 洋楽ジャンル別     | 毎日   |           | あり       | 2009年3月  |
| 448ch      | BLACK MUSIC STATION           | 洋楽ジャンル別     | 毎日   |           | あり       | 2009年3月  |
| 449ch      | レゲエ                        | 洋楽ジャンル別     | 毎日   |           | あり       | 2009年3月  |
| 451ch      | WPHI-R&B/Hip-Hop              | 洋楽ジャンル別     | 毎日   | なし      |            | 2009年3月  |
| 452ch      | KSON-Country                  | 洋楽ジャンル別     | 毎日   | なし      |            | 2009年3月  |
| 461ch      | CLUB MIX                      | クラブ             | 毎日   | あり      |            | 2009年3月  |
| 462ch      | THE FEELING                   | ヒーリング         | 毎日   | あり      |            | 2009年3月  |
| 471ch      | THE JAZZ                      | ジャズ             | 毎日   | なし      |            | 2009年3月  |
| 472ch      | KKJZ=Jazz&Blues               | ジャズ             | 毎日   | なし      |            | 2009年3月  |
| 475ch      | THE CLASSIC                   | クラシック         | 毎日   | なし      |            | 2009年3月  |
| 476ch      | WQXR-Classic                  | クラシック         | 毎日   | なし      |            | 2009年3月  |
| 480ch      | TOKYO FM                      | 国内FM             | 毎日   | なし      |            | 2009年3月  |
| 481ch      | J-WAVE                        | 国内FM             | 毎日   | なし      |            | 2009年3月  |
| 482ch      | FM802                         | 国内FM             | 毎日   | なし      |            | 2009年3月  |
| 483ch      | ZIP-FM                        | 国内FM             | 毎日   | なし      |            | 2009年3月  |
| 491ch      | みんなだいすき♪キッズ・ソング | ファミリー         | 毎日   | あり      |            | 2009年3月  |
| 492ch      | おとぎの国の音楽              | ファミリー         | 土日   | あり      |            | 2009年3月  |
| 493ch      | 歌ってあそぼ♪                 | ファミリー         | 平日   | あり      |            | 2009年3月  |
| 494ch      | アニラジ                      | ファミリー         | 毎日   | あり      | 6:00〜0:00 | 2009年3月  |
| 499ch      | ラジオNIKKEI第2               | 競馬               | 土日   |           | なし       | 2009年3月  |

### データ放送
約50タイトル。日本文字放送（テレモ）・東京データネットワーク制作の文字放送と、独自コンテンツからであった。
- 毎日新聞ニュース
- RBB TODAY 速報ニュース
- 各地の天気
- 天気図
- 高速道路交通情報
- スポーツ速報
- スポニチ芸能ニュース
- 新作映画情報
- お出かけイベント情報
- プロに聞く!デジカメ撮影術
- 星座占い
- 詰碁
- 詰将棋
- ナンバーズ3&4結果
- ミニロト&ロト6結果
- 中央競馬速報
- 今日の単語ドリル
- HMV Japan-COUNTDOWN

他
- 携帯型受信機MBR0501A/K/Lでのデータ放送サービスの利用は、2007年8月27日から衛星を使ってのソフトウェア更新により可能となった。
- TOKYO FM、J-WAVE、FM802、ZIP-FMのCMの間はすべてBGMに差し替えられていた。

## その他のサービス
2009年3月より前に放送を終了したチャンネルについて記載する。

### 音声放送
- モバイル301 - モバHO!のオリジナルチャンネル。ココナッツ娘。のアヤカがDJを担当した番組など。
- 小林克也チャンネル - 小林克也責任選曲及びプロデュース。
- BBCワールドサービス
- KLLY - AC Hot Hits
- K-POP by SBS

他

## 利用料金
- 加入金 2,000円
- 月額基本料金 450円
- 映像チャンネル+音声チャンネル 2,080円
- 映像チャンネル 1,380円
- 音声チャンネル 1,380円
- データ放送 300円
- グリーンチャンネル 1,260円

## その他
- 全日本空輸が国内線で運航するボーイング777-200型機にモバHO!を導入する事が計画されていた[6]。

- モバHO!と放送衛星（MBSAT）を共用する、韓国・SKテレコム子会社のTUメディア（朝鮮語版）が、モバHO!と同一の放送方式で韓国国内向けに衛星デジタルマルチメディア放送を行っていた。衛星DMB（S-DMB）と呼ばれ、SKテレコム及びKTFの携帯電話で視聴可能。ギャップフィラーの数も多かった。回転偏波は日本では左旋円、韓国では右旋円となっている。なお、こちらも2012年8月31日に終了した。

- 類似する衛星ラジオサービスとして、米国・カナダではシリウスXMラジオが移動体向けの音声放送を行っている。

- グリーンチャンネルは関東（北海道開催含む）を中心とした「中央競馬中継EAST」を提供しており、関西の競走はメイン競走などごく一部の同時配信以外放送されていなかったため、それを補完する意味でラジオNIKKEIの「中央競馬・第2放送」を提供していた。なお音声についてはグリーンチャンネル・ラジオNIKKEIとも同じものであるため、中継が行われる関西の競走は実質同内容の放送だった。